# Turdus eremita
El zorzal de Tristán de Acuña (Turdus eremita) es una especie de ave paseriforme de la familia Turdidae endémica del archipiélago de Tristán de Acuña, al sur del océano Atlántico.

## Descripción
El pájaro fue descrito científicamente por John Gould, señalando similitudes en tamaño y aspecto al zorzal común, y por Henry Moseley como un zorzal muy oscuro. Sin embargo, tiene las alas más cortas y redondeadas y la quilla más pequeña lo que indica una capacidad de vuelo reducida, propio de las especies adaptadas a la vida en islas pequeñas.
La subespecie nominal, de la isla de Tristán de Acuña, difiere de la de la isla Nightingale, los ejemplares de Tristán de Acuña tiene las partes superiores de un tono castaño en lugar de pardo negruzco, sus laterales de la cabeza son rufos más que pardo grisáceos, y sus partes inferiores son castaño rojizas en lugar de negruzcas. Los pájaros de isla Inaccesible parecen ser intermedios, con moteados en los lados de la cabeza de un tanto rufos como negruzcos.

## Distribución y hábitat
El zorzal se encuentra en las islas de Tristán de Acuña, Inaccesible, Nightingale, Middle y Stoltenhoff. Utiliza todos los hábitats naturales disponibles en las islas, incluyendo las costas rocosas, las herbazales, las praderas de helechos y los brezales.

## Taxonomía
Se piensa que ha evolucionado de un antepasado del género Turdus de América del Sur, y se parece a un zorzal austral inmaduro, pero adaptado a la vida en islas pequeñas, incluyendo una lengua con la punta en forma de cepillo, especializada para extraer los contenidos de los huevos, se ha pedido su reasignación al género Nesocichla. Sin embargo, análisis genéticos han indicado que no solo es parte del clado americano de Turdus, sino que cae perfectamente dentro de aquel género.
Hay tres subespecies, cuyas áreas de distribución corresponden con cada una de las tres islas principales:
- T. e. eremita Gould, 1855 (isla Tristán de Acuña);
- T. e. gordoni Stenhouse, 1924 (isla Inaccesible);
- T. e. procax Elliott, 1954 (islas Nightingale, Middle y Stoltenhoff).

## Comportamiento

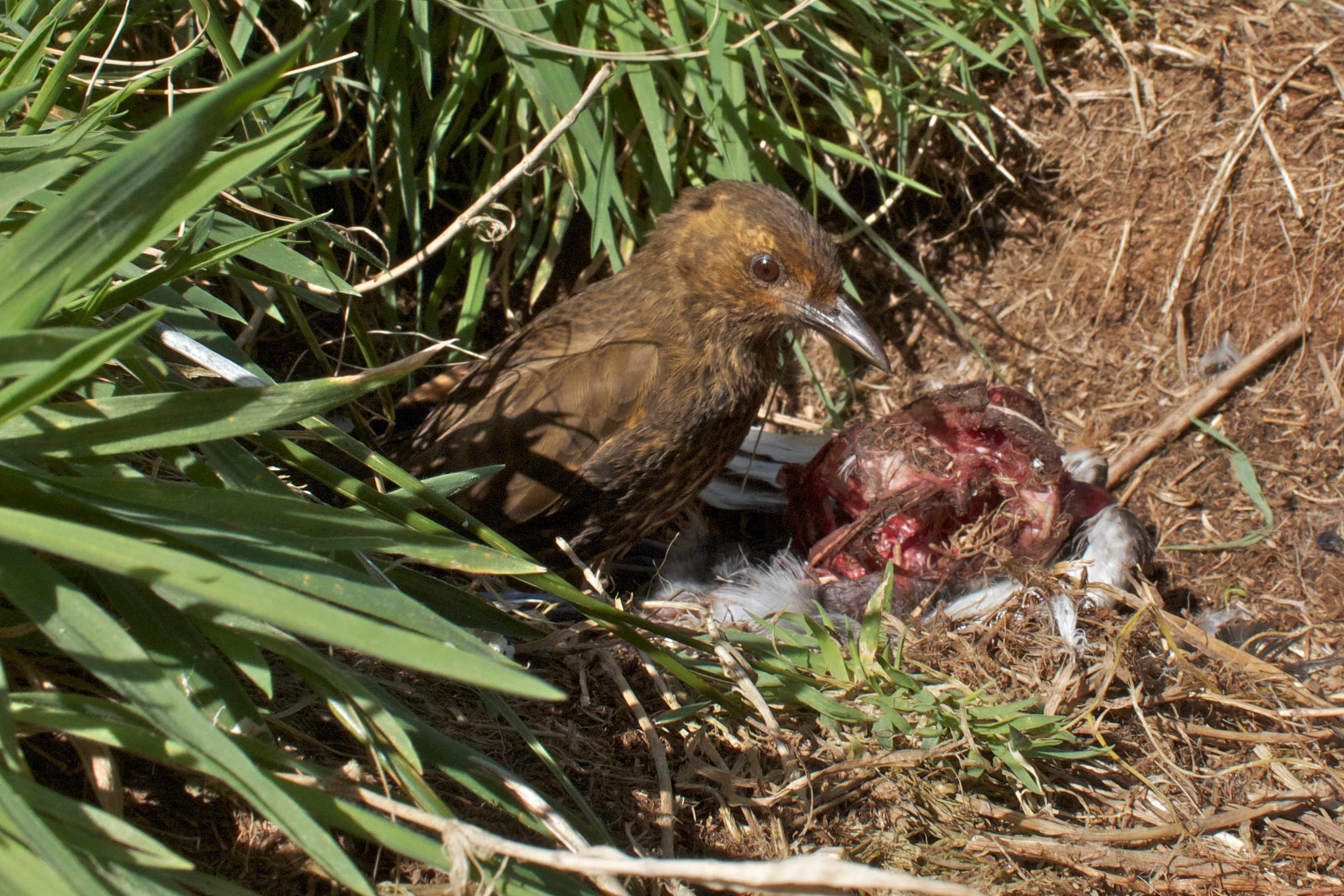
El zorzal mientras hurga en el cadáver de otra ave

### Reproducción
El zorzal se aparea de septiembre a febrero. Su nido está hecho de hebras de hierbas y otra vegetación, y ubicado encima o cerca del suelo. Pone dos o tres, ocasionalmente cuatro, huevos. El emplumecimiento es de aproximadamente 20 días.

### Alimentación
Siendo un omnívoro oportunista y carroñero, el zorzal se alimenta de lombrices y otros invertebrados de la tierra, así también carroña, bayas, los huevos y pichones de otros pájaros, y basura de cocina.

#### Depredación de aves marinas

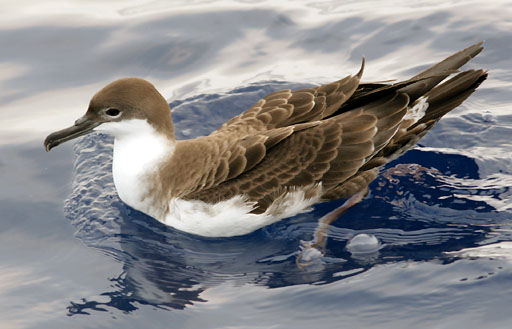
Pardela capirotada.

En 2010 un artículo publicado por Peter Ryan y Rob Ronconi en la revista Ardea se informa sobre avistamientos de zorzales que rompían huevos de albatros pico fino. También descubrieron que el zorzal es un depredador regular de los huevos y polluelos de la pardela capirotada, siendo responsable de la mitad de las pérdidas de huevos de aquella especie durante el inicio del periodo de incubación en una colonia de isla Inaccesible. Presenciaron pruebas de que zorzal sacaba los huevos del petrel de anteojos (una especie endémica de la isla Inaccesible) de sus madrigueras de incubación. También se sabe que el zorzal mata a golondrinas de mar de vientre blanco y al paíños pechialbos, probablemente al tomarles por sorpresa en sus madrigueras.

## Estado y conservación
El zorzal está clasificado como casi amenazada porque tiene una población pequeña con un rango restringido. Depredado por ratas negras en Tristán de Acuña, son una amenaza actual, aunque las otras islas que habita no hay ratas. Los gatos salvajes que existían en Tristán de Acuña anteriormente ha sido erradicados. Las recomendaciones de conservación propuestas por BirdLife son para tener un control de la población regular, controlar a las ratas de Tristán de Acuña y para impedir introducciones de mamíferos depredadores.

### Población
Una expedición realizada entre 1972 y 1974 estimó las poblaciones de cada isla por separado, en Tristán de Acuña habían de 40 a 60 pares, Inaccesible de 100 a 500 pares, Nightingale de 300 a 500 pares, Middle de 20 a 40 pares y Stoltenhoff entre 10 a 20 pares. En los años 80 la población de isla Inaccesible fue de 850 pares, y la población total para el grupo entero era de aproximadamente 6000 pájaros individuales. Más recientemente, el número de pájaros en Tristán de Acuña ha sido estimado en varios centenares. La población es estable, sin evidencia de disminución en números o rango.